# Version Femina
 (juillet 2019).
Version femina est un magazine hebdomadaire féminin français édité par CMI (Czech Media Invest), le groupe du milliardaire tchèque Daniel Kretinsky.

## Historique
Version femina est issu de la fusion entre les magazines Version Femme et Femina Hebdo. Le premier numéro est paru en avril 2002. C'est un journal qui n'est pas vendu directement, mais ajouté comme supplément au Journal du dimanche et auprès de 34 autres quotidiens régionaux en France,.
La possession du titre était partagée à 50% entre Socpresse et Lagardère Active jusqu'en octobre 2012, lorsque ce dernier a racheté le capital détenu par le groupe Figaro. Lagardère Active l'a vendu à CMI France en 2019.

## Liste des journaux distribuant Version Femina
En 2021, le titre est diffusé avec les journaux suivants:
- L’Alsace - Le Pays
- Le Berry républicain
- Le Bien public
- Nice-Matin
- Le Courrier picard
- Le Dauphiné libéré
- Dernières Nouvelles d'Alsace
- L'Echo Républicain
- La République du Centre
- L'Est-Éclair
- L'Est républicain
- Le Journal de Saône-et-Loire
- Le Journal du Centre
- Le Journal du dimanche
- Libération Champagne
- La Montagne
- Nord Éclair
- Nord Littoral
- Paris Normandie
- Le Populaire du Centre
- Presse-Océan
- Le Progrès
- La Provence
- Le Républicain lorrain
- Sud Ouest
- Le Télégramme
- L'Union
- La Voix du Nord

- Vosges Matin
- L'Yonne républicaine

## Contenu
Version Femina est un magazine féminin proposant une diversité de contenus intéressants pour les femmes. Les rubriques couvrent différents aspects de la vie quotidienne, notamment :
- Mode : Conseils, tendances, sélections de vêtements et d’accessoires, interviews de créateurs, idées de looks pour toutes les occasions.

Beauté : Astuces et produits pour prendre soin de la peau, des cheveux, du corps, du maquillage, tests et avis rédactionnels, portraits de femmes inspirantes, tutoriels beauté en vidéo.
- Santé : Informations et conseils pour préserver la santé, dossiers sur les maladies et les traitements, témoignages de patients et de médecins, quiz et tests pour évaluer la forme, recettes saines et gourmandes.

- Psycho : Articles et analyses pour une meilleure connaissance de soi, compréhension des émotions, relations, conseils de psychologues et coachs, tests de personnalité, horoscopes, jeux et énigmes.

- Culture : Critiques et sélections de livres, films, séries, musique, spectacles, podcasts, interviews d’auteurs, acteurs, réalisateurs, chanteurs, jeux-concours pour gagner des places et des livres.

- Art de vivre : Idées et inspirations pour décorer l'intérieur, aménager le jardin, organiser des voyages, découvrir des destinations de rêve, bons plans et adresses, reportages et photos.

- Famille : Conseils et témoignages pour optimiser la vie de famille, éduquer les enfants, gérer le couple, la sexualité, le budget, la carrière, portraits de familles atypiques, jeux et activités familiales.

Le magazine propose aussi  des sujets comme la cuisine, tourisme, déco, enfants, société, horoscope.